# Nossa Senhora Aparecida
Nossa Senhora Aparecida är en kommun i Brasilien.   Den ligger i delstaten Sergipe, i den östra delen av landet, 1 300 km nordost om huvudstaden Brasília. Antalet invånare är 8 510.
Omgivningarna runt Nossa Senhora Aparecida är huvudsakligen savann. Runt Nossa Senhora Aparecida är det ganska glesbefolkat, med 23 invånare per kvadratkilometer.